# 古村理
古村理（ふるむら　おさむ、1945年 - ）は京都市出身のグラフィックデザイナー、アートディレクター、日本を代表するブランディングディレクター。
愛称「ロングセラーの古村」と呼ばれている。

## 略歴
1945年京都市嵯峨野に生まれる。1968年多摩美術大学卒。日本デザインセンター入社。 
1978年シーソーアソシエイツを設立（2009年、ブランドニュー株式会社に改称）。
グラフィックデザイン
- 1978年 - 1984年 ： SONYWILSONアートディレクター。
- 1978年 - 1987年 ： MAXFACTORアートディレクター
- 1980年 - ： SK-II誕生のアートディレクターに携わる。ブランドアイデンティティの確立。7年間広告担当。
- 1986年 - ： α-MORNING（フランスベッド）ネーミング。ロゴタイプ制作。
- 1988年 - ： MICHIKO LONDONネーミング。ロゴタイプ制作。

## 主な代表作
- ウェービングピクチュア： とらばーゆ誌／N.Y.ADC国際部門金賞、他
- カラリズム（平面）： アルファベットポスター（こどもの城）（銀座松屋デザインギャラリー）、他
- カラリズム（立体）： サッポロビール／乃村工芸社／東京グランドホテル ／横須賀芸術劇場、他
- 光の積木（商品販売）： センプレ／全国美術館ミュージアムショップ／COLLET（PARIS）／銀座松屋、他
- VI ※デザイン計画（企業）： SK-II／フランスベッド（株）／ミチコロンドン／（株）今与／ J’ms／日野自動車（株） RANGER・PROFIA・PARIS-DAKAR／JR東日本旅客鉄道（株）／（株）JRE設計／JR東日本コンサルタンツ（株）、等

## 主な展覧会
- 1986年 京都ロイヤルホテル
- 1995年 こどもの城　古村理のサウンドグラフィック展（青山）
- 1998年 古村理のデザイン展（銀座松屋）
- 2000年 「光のオブジェ」アルファベット展（六本木）
- 2002年 光のモニュメント（やじろべえ）発売記念展（六本木）
- 2008年 光の積木　センプレデザイン展（青山）　等

## 主な受賞
- 1972年 万国博覧会世界統一マーク日本代表（共作）
- 1976年 日経デザイン運輸器機部門賞
- 1982年 フィンランドラハティビエンナーレ展銀賞
- 1986年 日本デザインフォーラム展銀賞
- 1988年 ワルシャワポスタービエンナーレ展銅賞
- 1988年 N.Y.アートディレクターズクラブ国際部門 金賞
- 1990年 CSデザインアワード銀賞
- 1991年 コンケラータイポグラフィ（レターヘッド展）賞
- 1994年 CSデザインアワード銅賞

## 連載・執筆・出演
- 連載「サウンドグラフィック」1988年〜1990年（オリコン）

## 主な講座・セミナー
- 「ブランドデザイニング講座」2007年度（東京国際フォーラム）
- 「ロイングセラーデザイン」2007年度（東京ミッドタウン）
- 「ブランド作法とデザイン」2009年度（小谷野会計事務所）
- 「ブランドコミュニケーションデザイン」（シオザワ新富町）
- 「シンボルデザイン作法」2009年度（新社会システム研究所）
- 「不況を制するブランドデザインパワー」2010年度（新社会システム研究所）